# Donald O'Connor
Donald O'Connor (28. august 1925 – 27. september 2003) var en amerikansk skuespiller og danser.
O’Connor havde sin mest kendte optræden i 1952 sammen med Gene Kelly og Debbie Reynolds i klassikeren Singin' in the Rain.

## Filmografi
- It Can't Last Forever (1937) som et dansende barn (ikke krediteret)
- Men with Wings (1938) som Pat Falconer som 10-årig
- Sing You Sinners (1938) som Mike Beebe
- Sons of the Legion (1938) som Butch Baker
- Tom Sawyer, Detective (1938) som Huckleberry Finn
- Boy Trouble (1939) som Butch
- Unmarried (1939) som Ted Streaver (12 år)
- Million Dollar Legs (1939) som Sticky Boone
- Beau Geste (1939) som Beau Geste (som barn)
- Night Work (1939) som Butch Smiley
- Death of a Champion (1939) som Small Fry
- On Your Toes (1939) som Phil Jr. som en dreng
- What's Cookin'? (1942) som Tommy
- Private Buckaroo (1942) som Donny
- Give Out, Sisters (1942) som Don
- Get Hep to Love (1942) som Jimmy Arnold
- When Johnny Comes Marching Home (1942) som Frankie Flanagan
- It Comes Up Love (1943) som Ricky Ives
- Mister Big (1943) som Donald J. O'Connor, Esq.
- Top Man (1943) som Don Warren
- Chip Off the Old Block (1944) som Donald Corrigan
- Follow the Boys (1944) som Donald O'Connor
- This Is the Life (1944) som Jimmy Plum
- The Merry Monahans (1944) som Jimmy Monahan
- Bowery to Broadway (1944) som Specialty Number #1
- Patrick the Great (1945) som Pat Donahue Jr.
- Something in the Wind (1947) som Charlie Read
- Are You With It? (1948) som Milton Haskins
- Feudin', Fussin', and A-Fightin' (1948) som Wilbur McMurty
- Yes Sir That's My Baby (1949) som William Waldo Winfield
- Francis (1950) som Peter Stirling
- Curtain Call at Cactus Creek (1950) som Edward Timmons
- The Milkman (1950) som Roger Bradley
- Double Crossbones (1951) som Davey Crandall
- Francis Goes to the Races (1951) som Peter Stirling
- Singin' in the Rain (1952) som Cosmo Brown
- Francis Goes to West Point (1952) som Peter Stirling
- I Love Melvin (1953) som Melvin Hoover
- Call Me Madam (1953) som Kenneth Gibson
- Francis Covers the Big Town (1953) som Peter Stirling
- Walking My Baby Back Home (1953) som Clarence 'Jigger' Millard
- Francis Joins the WACS (1954) som Peter Stirling
- Irving Berlin's There's No Business Like Show Business (1954) som Tim Donahue
- Francis in the Navy (1955) som Lt. Peter Stirling / Bosun's Mate Slicker Donovan
- Anything Goes (1956) som Ted Adams
- The Buster Keaton Story (1957) som Buster Keaton
- Cry for Happy (1961) som Murray Prince
- The Wonders of Aladdin (1961) som Aladdin
- That Funny Feeling (1965) som Harvey Granson
- That's Entertainment! (1974) som sig selv - medvært / fortæller / klip fra 'Singin' in the Rain'
- The Big Fix (1978) som Francis Joins the Navy
- Ragtime (1981) som Evelyn's Dance Instructor
- Pandemonium (1982) som Glenn's Dad
- A Time to Remember (1987) som Father Walsh
- Toys (1992) som Kenneth Zevo
- Father Frost (1996) som Baba Yaga
- Out to Sea (1997) som Jonathan Devereaux (sidste filmrolle)